# 兴国县
兴国县是中国江西省赣州市所辖的一个县， 位於江西省中南部、東與寧都縣接壤，東南與于都縣相鄰，南與贛縣區相連，西與吉安市萬安縣交界，西北與吉安市泰和縣為鄰，北靠吉安市永豐縣、吉安縣、 也是客家人的聚居地之一，縣人民政府駐潋江镇客家路8號。

## 历史沿革
三国·吴嘉禾五年（公元236年）曾在今兴国县地置平阳县。
北宋太平兴国七年（公元982年）析赣县、庐陵、泰和三县地置兴国县，以年号“太平兴国”为县名，属虔州。是为兴国县之始，以后未改。太平天国时曾避讳“天国”而改名为“兴郭县”。

## 行政区划
兴国县下辖8个镇、17个乡：
潋江镇、江背镇、古龙岗镇、梅窖镇、高兴镇、良村镇、龙口镇、城岗镇、兴江乡、樟木乡、东村乡、兴莲乡、杰村乡、社富乡、埠头乡、永丰乡、隆坪乡、均村乡、茶园乡、崇贤乡、枫边乡、南坑乡、方太乡、鼎龙乡、长冈乡和兴国县工业园。

## 交通
- 京九铁路、兴泉铁路（建設中）、昌贛客運專線
- 泉南高速公路（石吉高速公路）、 319国道、 238国道、 356国道过境。[5]

## 地理

### 区位
兴国县位于江西省中南部、赣州市北部，东倚宁都县，东南邻于都县，南连赣县，西邻万安县，西北界泰和县，北毗吉安市青原区和永丰县。位于雩山山区，连接吉泰盆地。距赣州市82公里，距南昌346公里。

### 地形地貌
面积3214.46平方公里，东西长84公里，南北宽71.5公里，地貌以低山、丘陵为主，山地占79.6%，耕地占9.9%，水域占7.8%，道路庄园等占12.6%，形成“七山一水一份田，一份道路和庄园”的自然风景。
最高峰大乌山，海拔1205米，位于北部与青原区交界处。其次有十八排，海拔1176米，位于西北与泰和县交界处。
最低处是龙口乡睦埠村，海拔127.9米。

### 水系

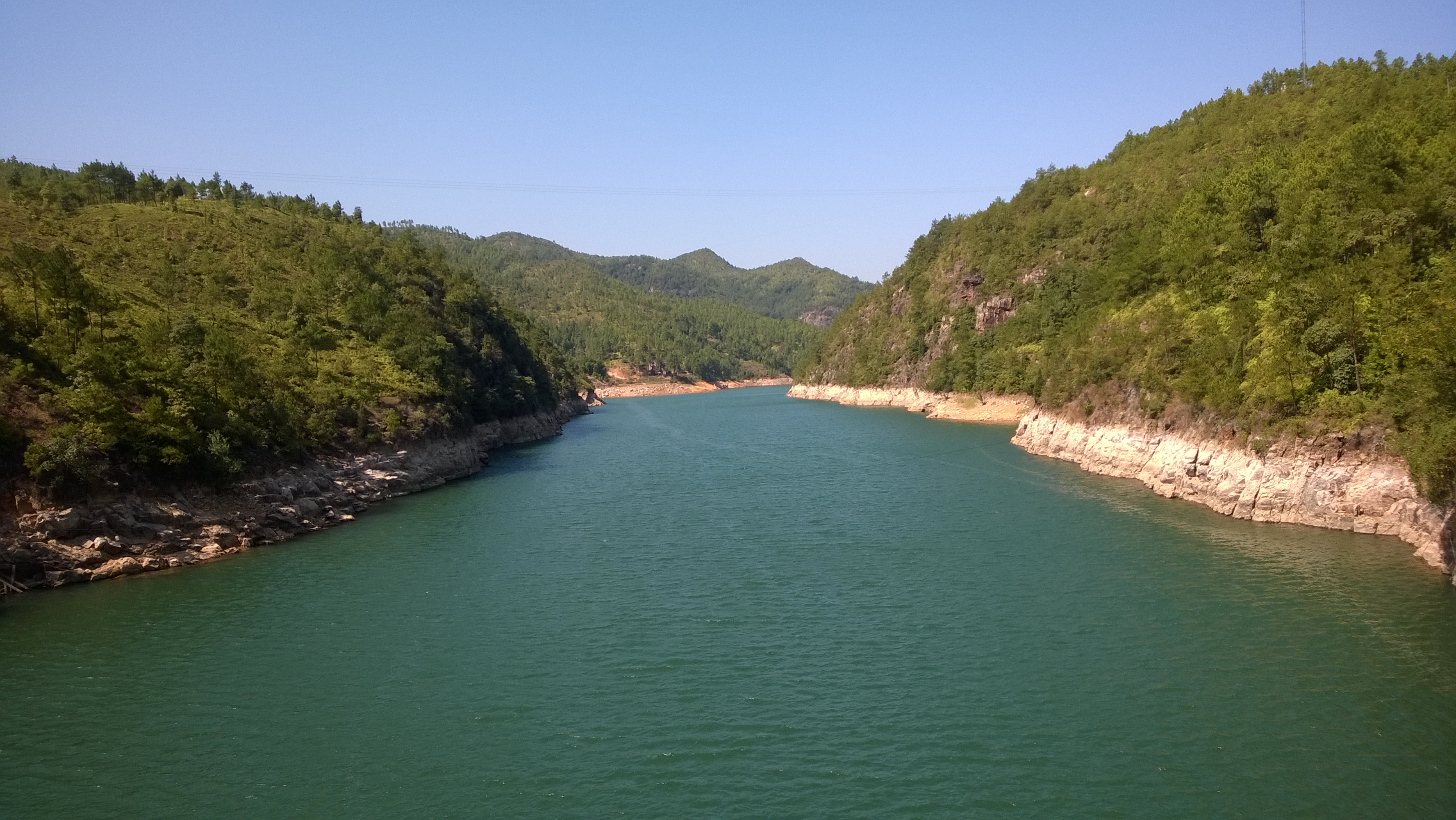
长冈水库大坝前的水面（丹霞湖）

主要河流为平江及其上游支流潋江、濊水，此外还有泷江、良口河、梅江、云亭河，共五大水系。流域面积10平方公里以上的河流有53条，主要干流788.6公里，河网密度为每平方公里0.23公里。
建有大型水库长冈水库和中型水库长龙水库。

### 气候
兴国属亚热带季风气候，年平均气温为18.8℃，年平均降雨量为1515.6毫米，年平均无霜期284天。

## 人口
兴国是客家人的主要聚居地之一，客家先民主要来自今陕西、甘肃、河南、河北、山西、山东6省，尤以河南、甘肃两省为多。
2003年人口为73.2万。
2021年末，興國縣户籍人口總户數23.27萬户；總人口85.87萬人，其中鄉村人口63.46萬人，城鎮人口22.41萬人；出生人口8408人，死亡人口3961人。

## 经济
大力发展红门工业园区。发展特色水果，轻工业发展较快。

## 风景名胜

### 人文景观

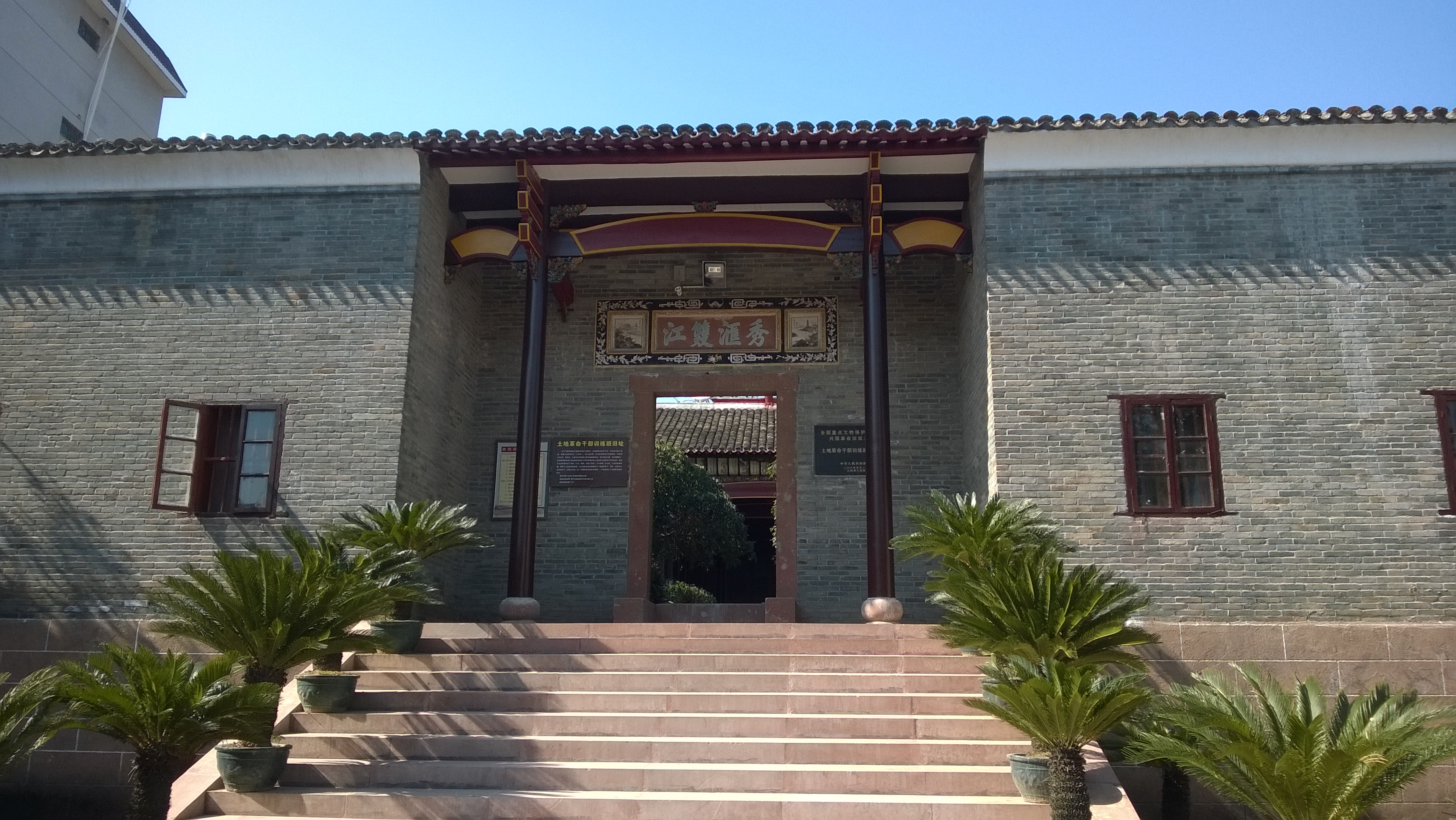
潋江书院（土地革命干部训练班旧址）

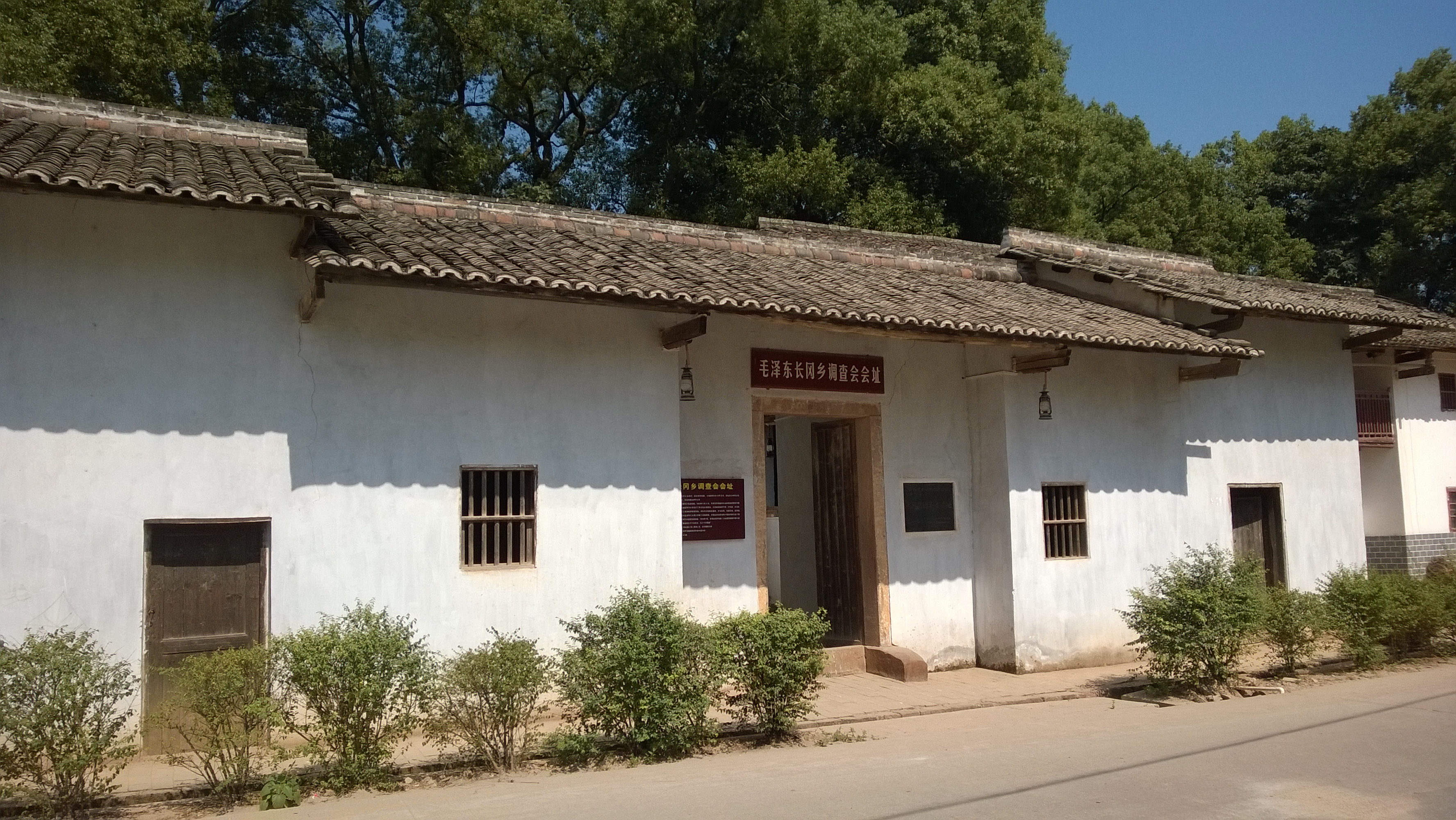
毛泽东长冈乡调查会会址

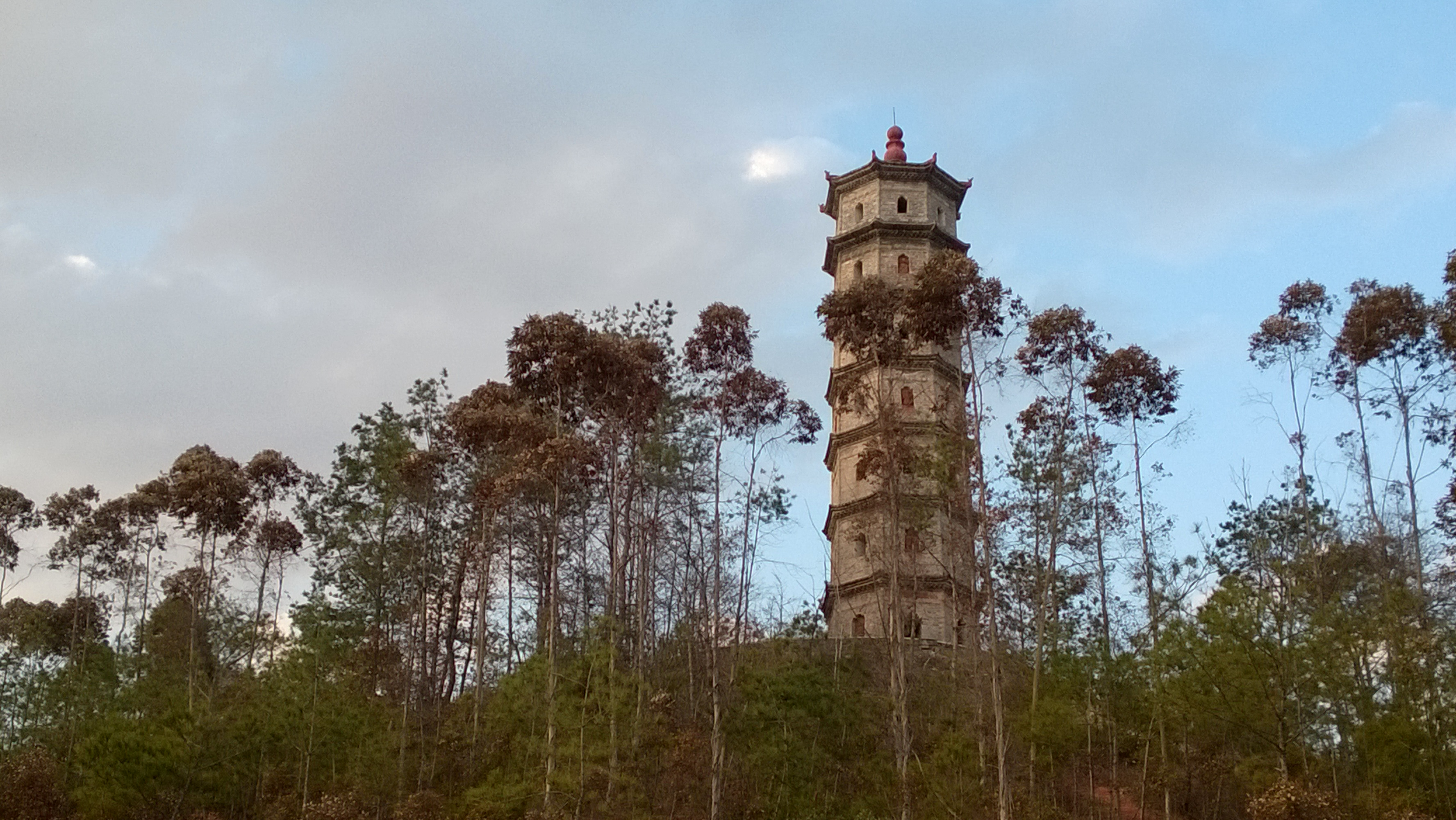
朱华塔

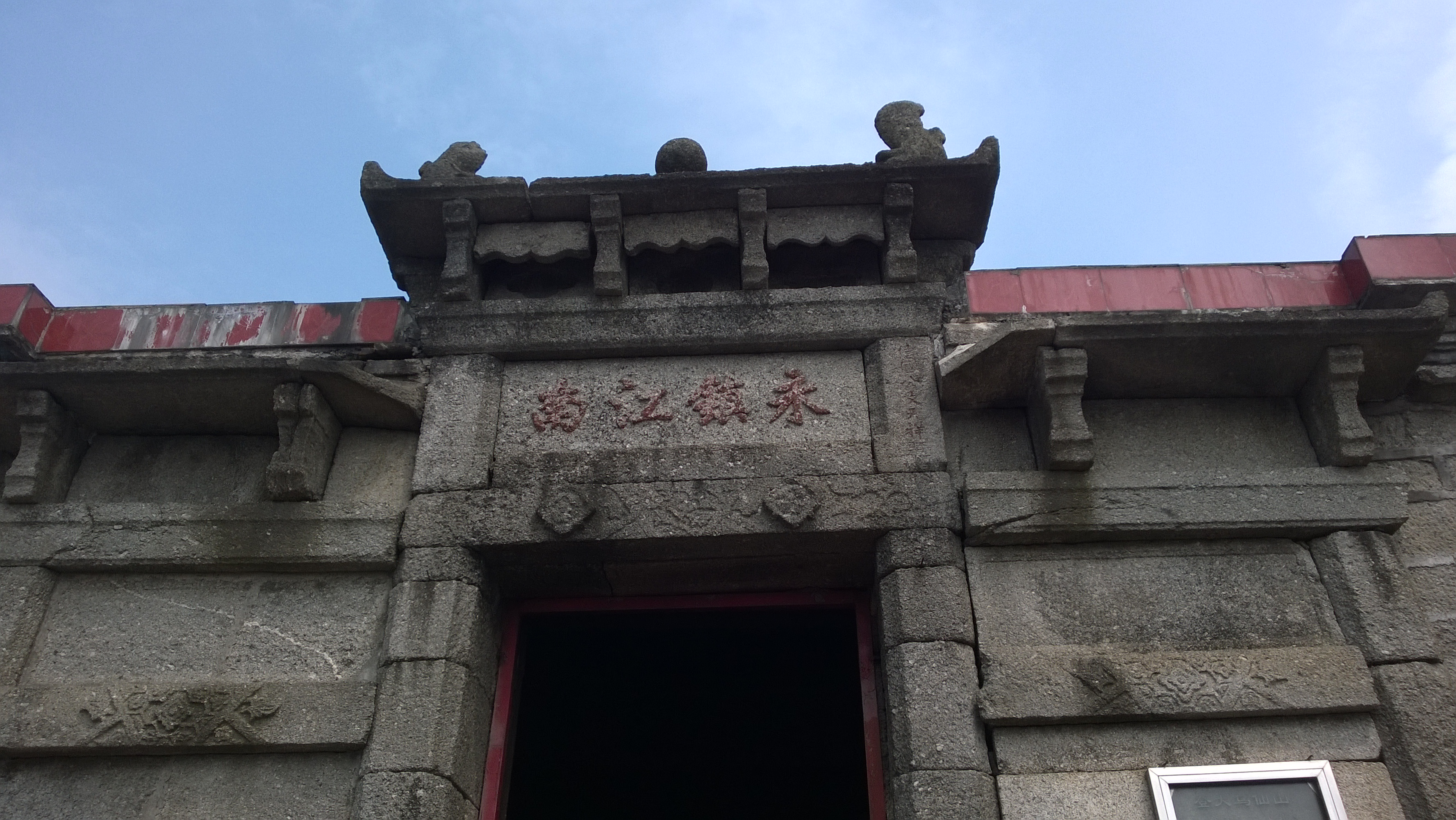
文天祥“永镇江南”题额，位于兴国县枫边乡大乌山顶。

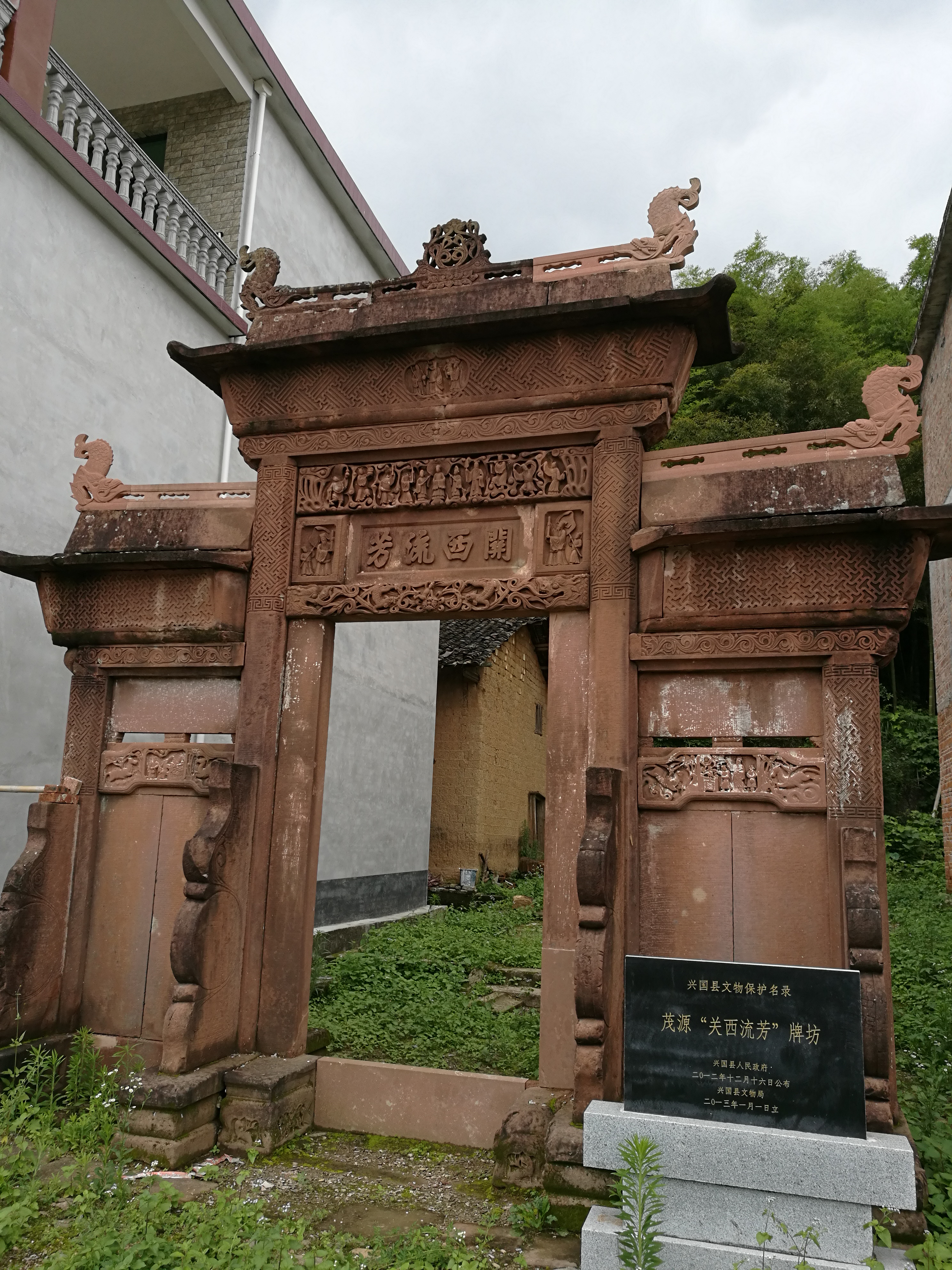
茂源关西流芳牌坊

境内有5处全国重点文物保护单位，19处省级文物保护单位，9处市级文物保护名录和25处县级文物保护单位。
- 兴国革命旧址，2006年被列为第六批全国重点文物保护单位。[12]
  - 潋江书院（土地革命干部训练班旧址）：位于潋江镇横街小井头，为清代古建筑，1929年5月毛泽东在此主办了土地革命干部训练班，后曾是兴国县苏维埃政府所在地。[5]
  - 江西省第一次工农兵代表大会旧址，位于潋江镇背街陈家祠。
  - 中国工农红军江西军区旧址，位于潋江镇筲箕窝。
  - 长冈乡调查旧址，位于长冈乡长冈村。
  - 中央兵工厂旧址群，位于兴莲乡官田村。

- 其它已列为江西省文物保护单位的革命旧址：[3][10]
  - 中国工农红军总医院暨红军军医学校旧址，位于鼎龙乡茶岭村。
  - 凤岗江西省苏维埃政府旧址。
  - 中共苏区中央局坝南军事会议旧址。
  - 中共江西省委旧址，位于潋江镇牛坑塘。
  - 陈奇涵故居
  - 第三次反围剿红一方面军总指挥部旧址
  - 肖华故居
  - 中国工农红军第五军团军团部旧址
  - 中央兵工厂护厂特务连旧址
  - 中央兵工厂杂械厂旧址
  - 茶岭红军军医学校旧址
  - 红一方面军白石军事会议旧址
  - 高多红一军团司令部旧址
  - 白石红四军军部旧址
  - 红一方面军约溪会议旧址
  - 第三次反围剿方石岭战斗指挥部旧址

- 纪念馆
  - 将军园：全国爱国主义教育示范基地，位于兴国县将军大道南端。内有将军纪念馆和苏区干部好作风陈列馆。[3]
  - 革命烈士纪念馆
  - 革命历史纪念馆
  - 毛主席作长冈乡调查纪念馆：全国爱国主义教育示范基地。

- 古迹
  - 朱华塔：始建于唐末，为省级文物保护单位。[3]
  - “永镇江南”题额：文天祥所题，为省级文物保护单位。
  - 茂源关西流芳牌坊：位于江背镇江背村茂源组，为省级文物保护单位。[10]
  - 普惠寺：始建于唐代，为县级文物保护单位。
  - “对嵩岩”石刻：清代，位于高兴镇高多村通天岩，为县级文物保护单位。

### 自然景观
兴国是丹霞地貌的分布区，主要分布于距县城不远的北侧和东侧，两个区域连成一片，呈哑铃状。宝石仙境风景区位于城北13公里处，总面积约30平方公里；灵山冰心洞风景区位于城东10公里处，总面积约30平方公里，丹霞湖（长冈水库）位于其东侧。
除了丹霞地貌，兴国还有喀斯特地貌，位于梅窖镇的太平岩溶洞是一个迷宫式中型石灰岩溶洞，总面积在1万平方米以上，洞内结构复杂，已探明的有三层以上。
均福山森林公园位于城北的崇贤乡和枫边乡境内，文天祥曾在此抗击元兵，1931年9月15日，毛泽东、朱德在此歼灭国军第52师。高80米的龙下瀑布、海拔1205米的大乌山均位于园内。
潋江国家湿地公园位于城南，规划总面积为53655亩，其中湿地面积为35437亩，以湿地公园内的潋江、濊水、长冈水库为骨架，集河流、沼泽、蓄水区、水塘等于一体的自然与人工复合湿地系统。

## 文化

### 红色文化
兴国號稱是中華人民共和國的将军县，1955年—1964年间授衔的兴国籍将军有54位，著名的有肖华、陈奇涵等。此外毛泽东、陈毅、朱德等人都曾在兴国工作、战斗。

### 客家文化
兴国是客家人的聚居地，是很有代表性的客家县。

### 堪舆文化
兴国是风水学中最盛行的流派——赣派风水的发源地，梅窖镇三僚村被誉为“中国风水地理文化第一村”。 历史上著名的风水师有杨筠松、曾文辿、廖瑀等。

## 名人

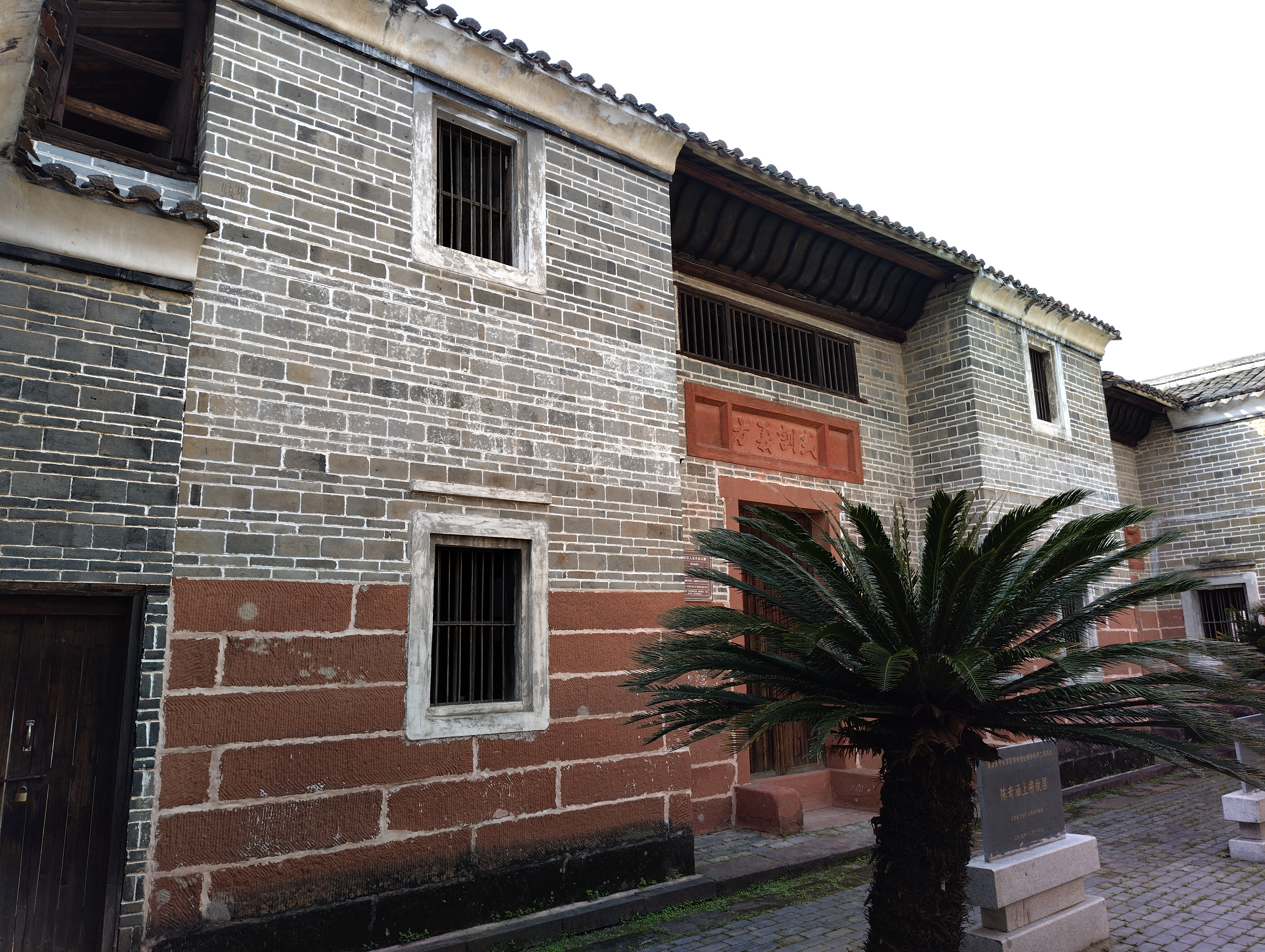
陈奇涵故居

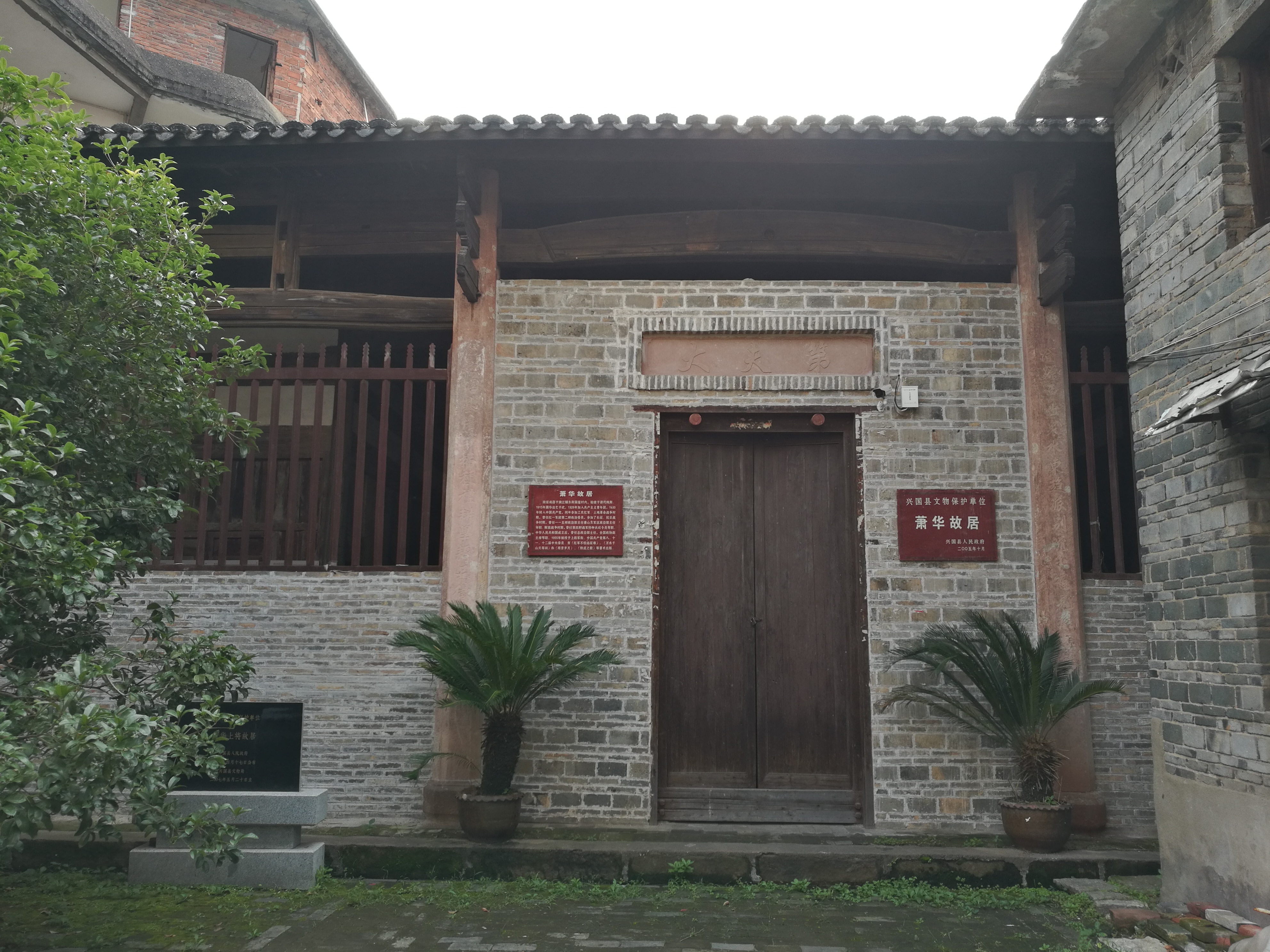
萧华故居

## 图集

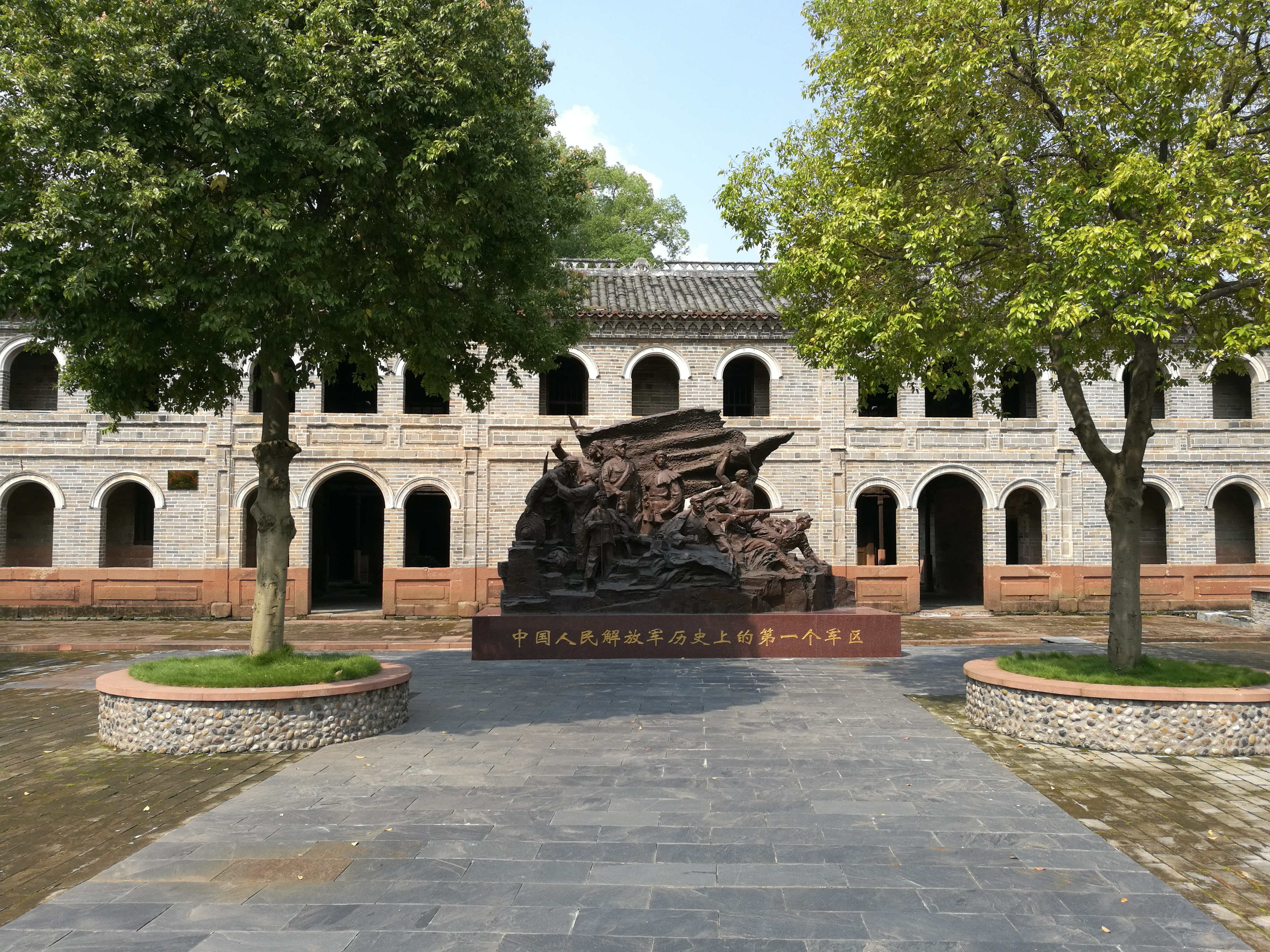
中国工农红军江西军区旧址
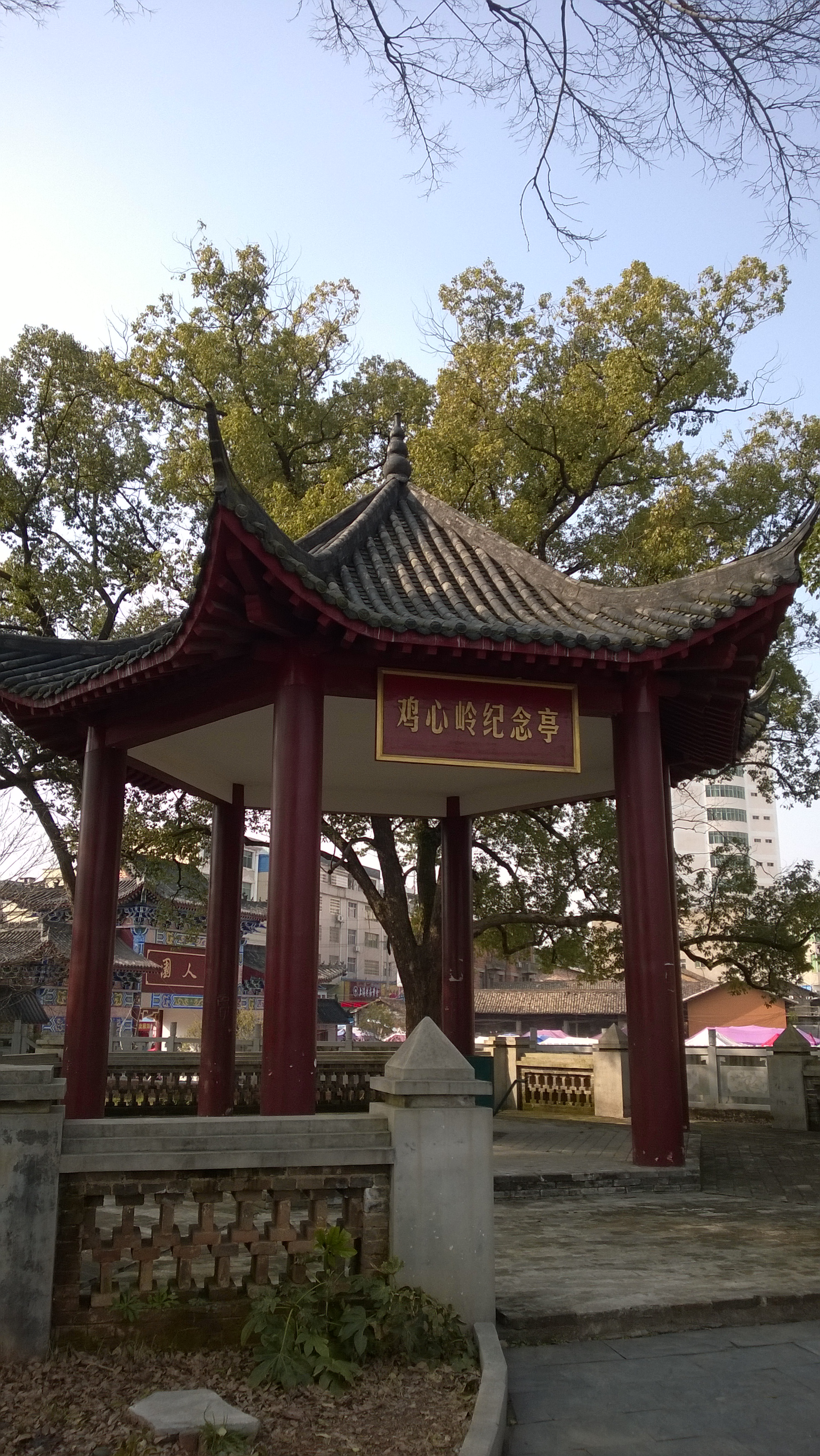
鸡心岭纪念亭（毛泽东召开群众大会会址）
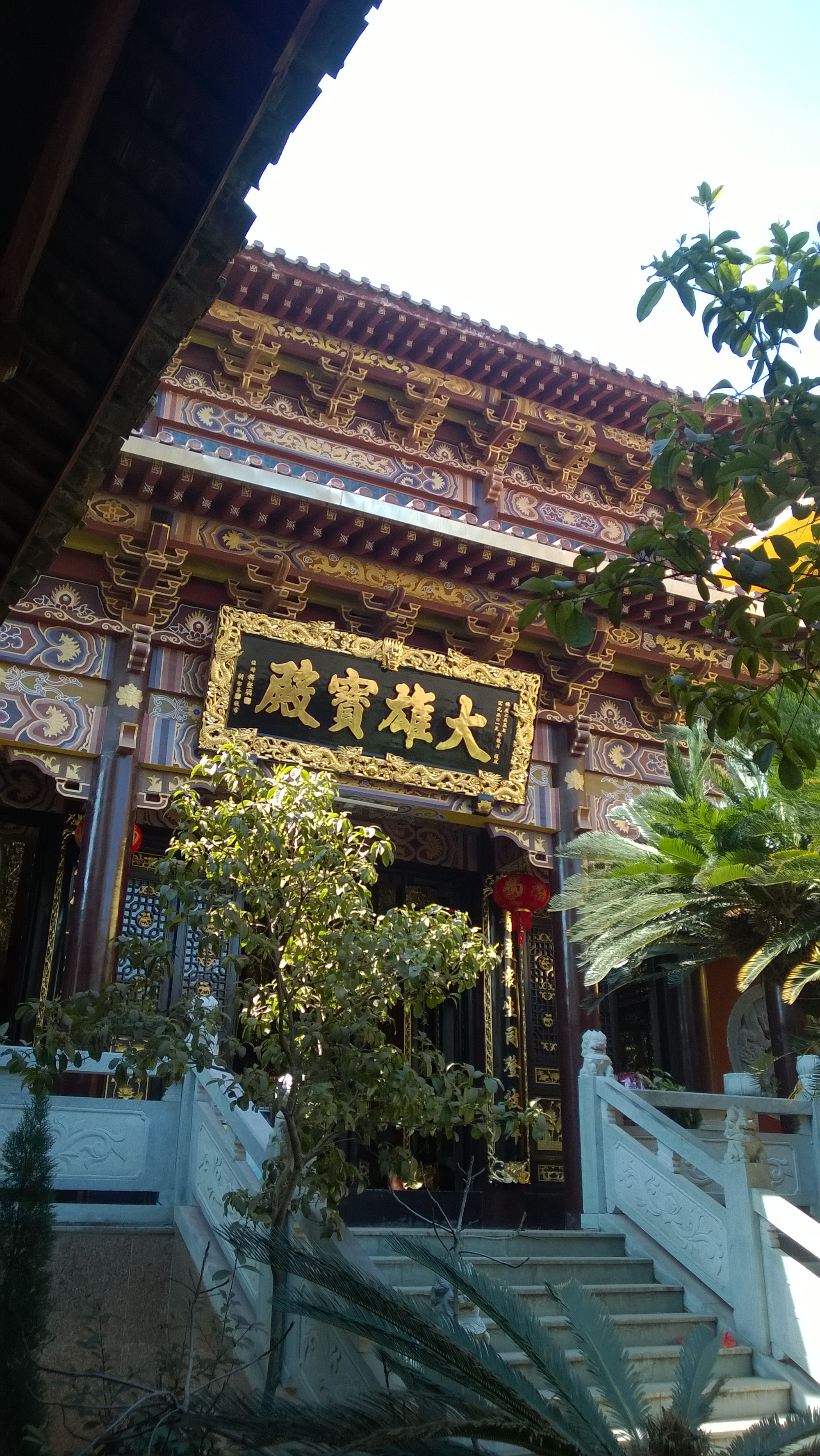
普惠寺
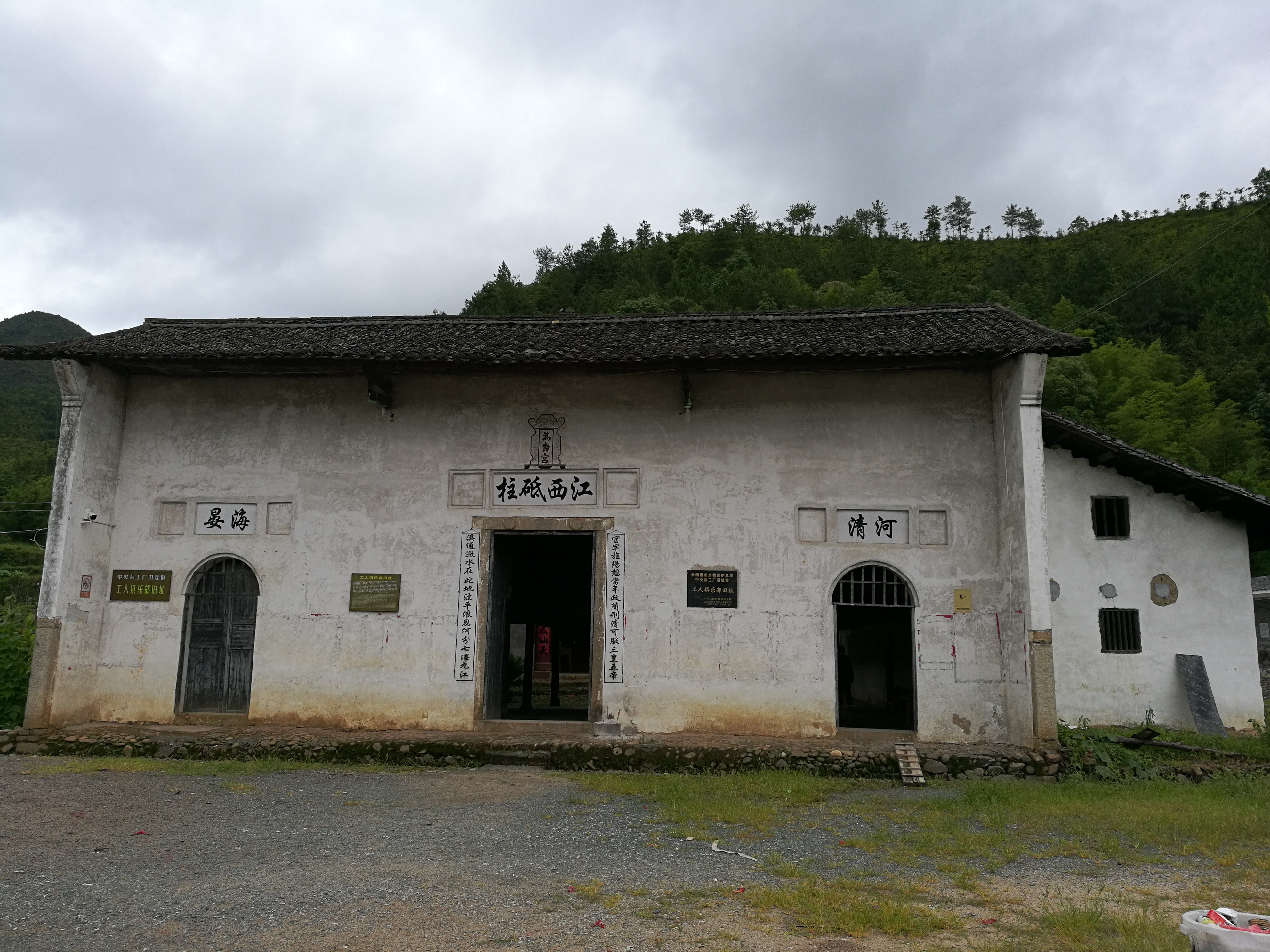
中央兵工厂旧址群之工人俱乐部旧址，原为万寿宫
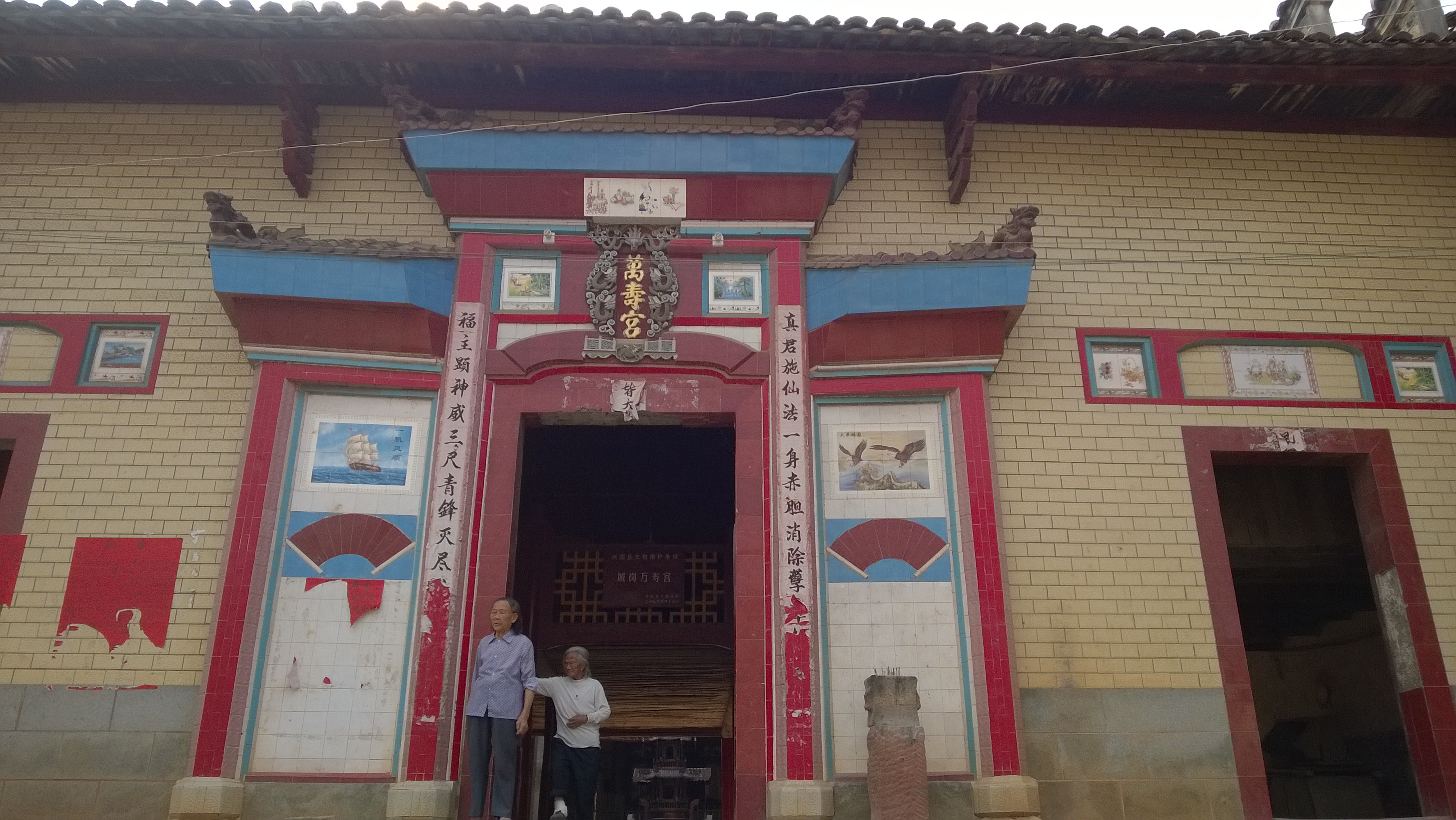
城岗万寿宫
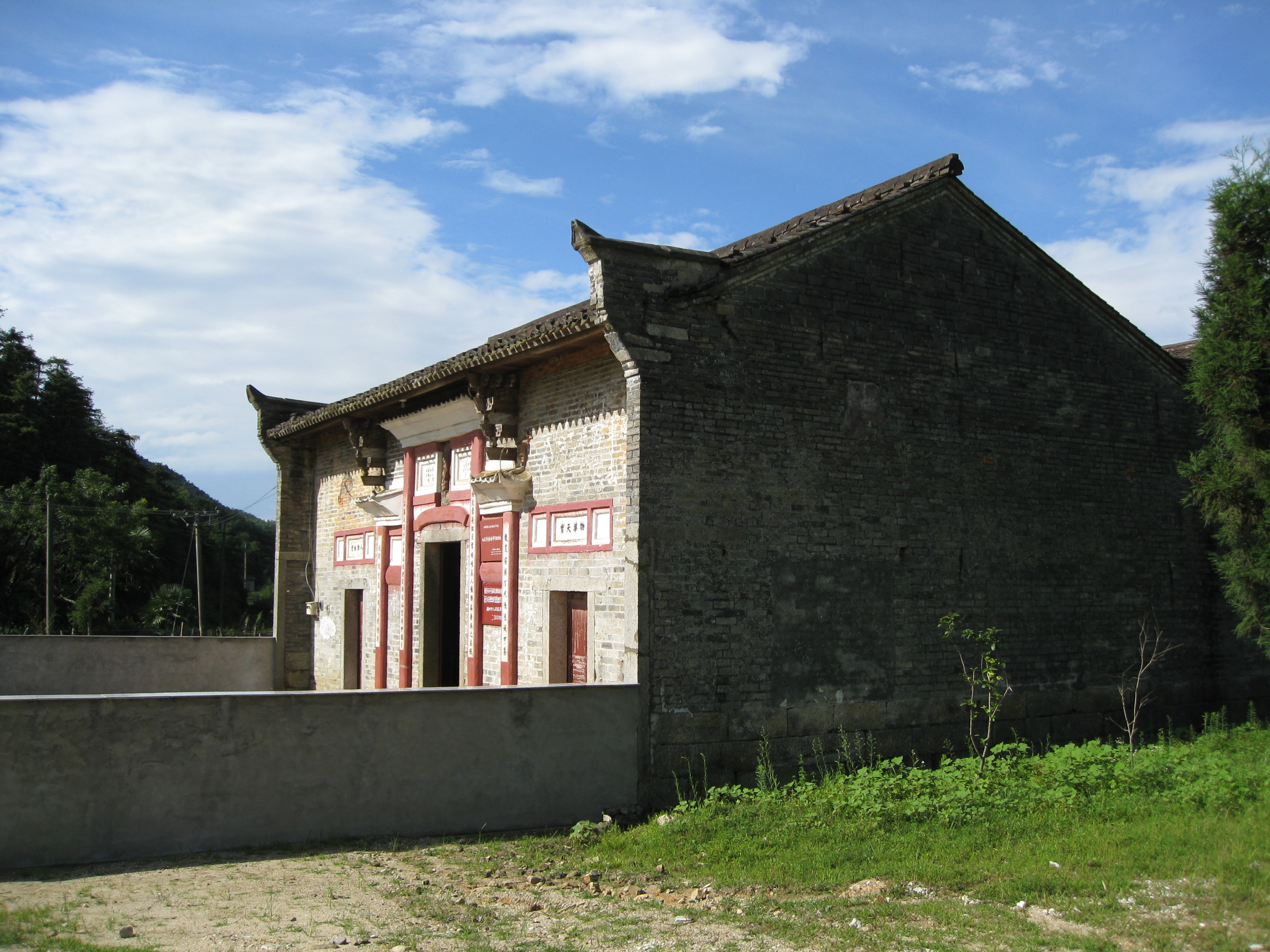
白石万寿宫（位于崇贤乡贺堂村白石组）
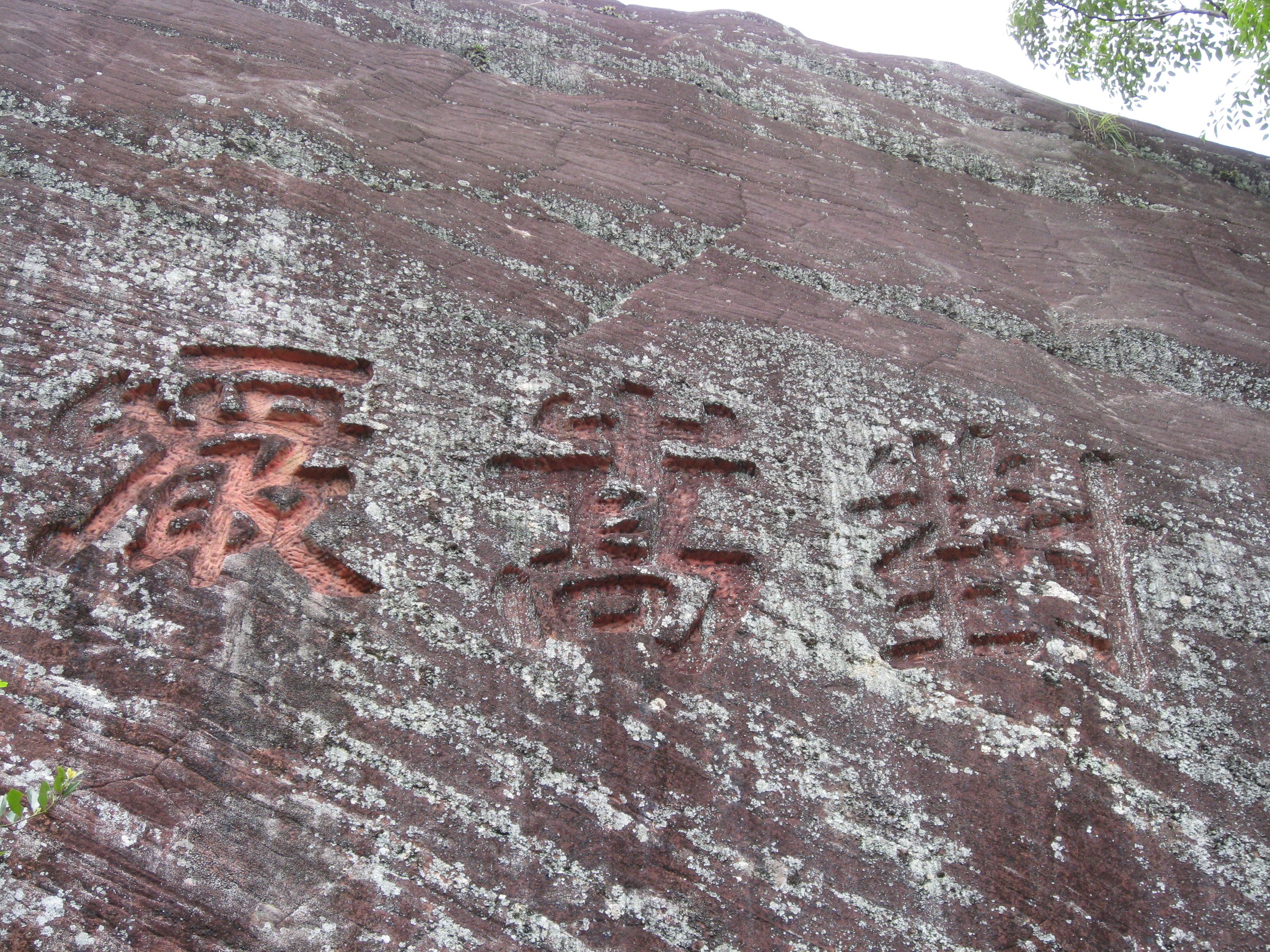
“对嵩岩”石刻
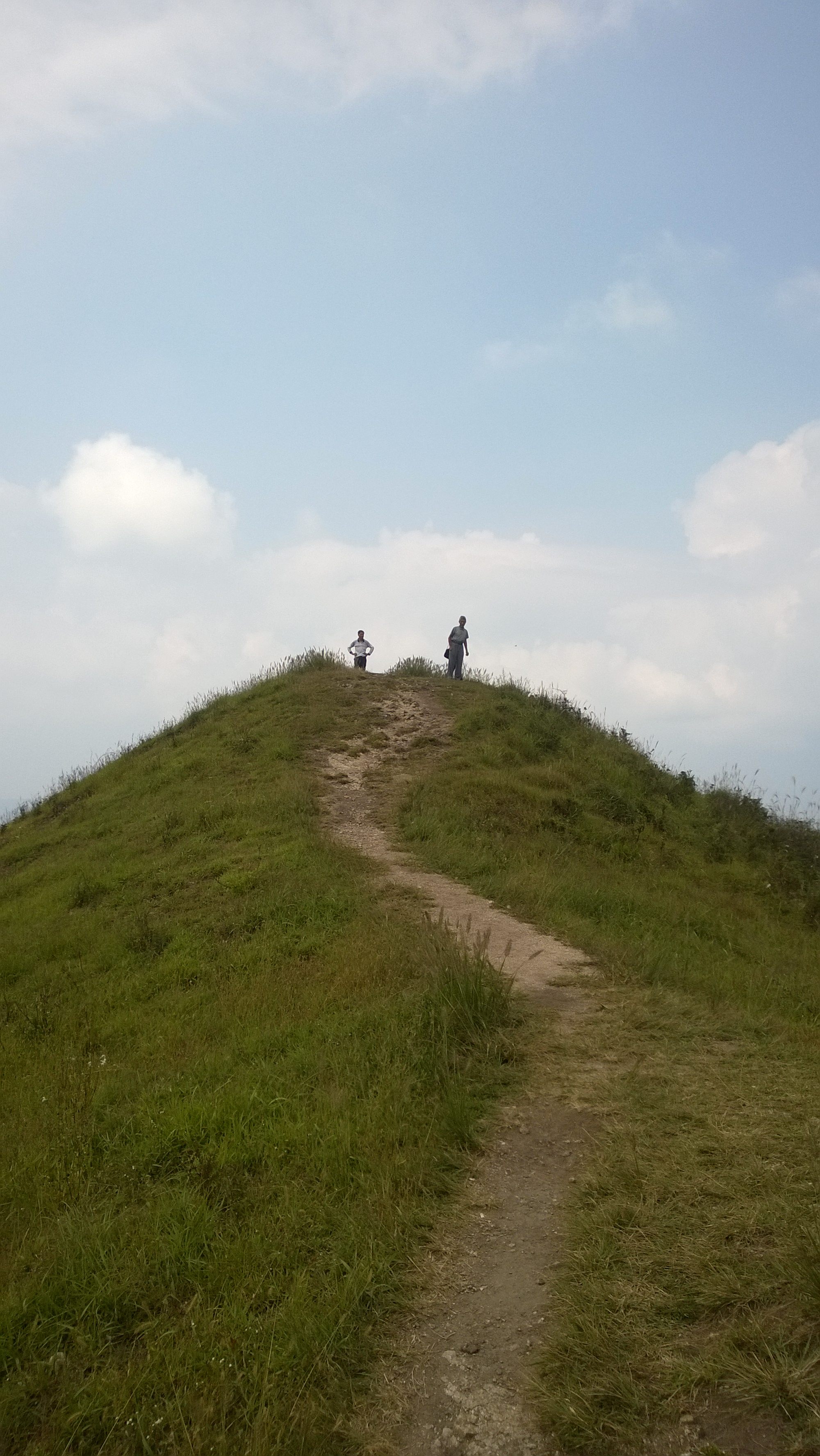
大乌山顶
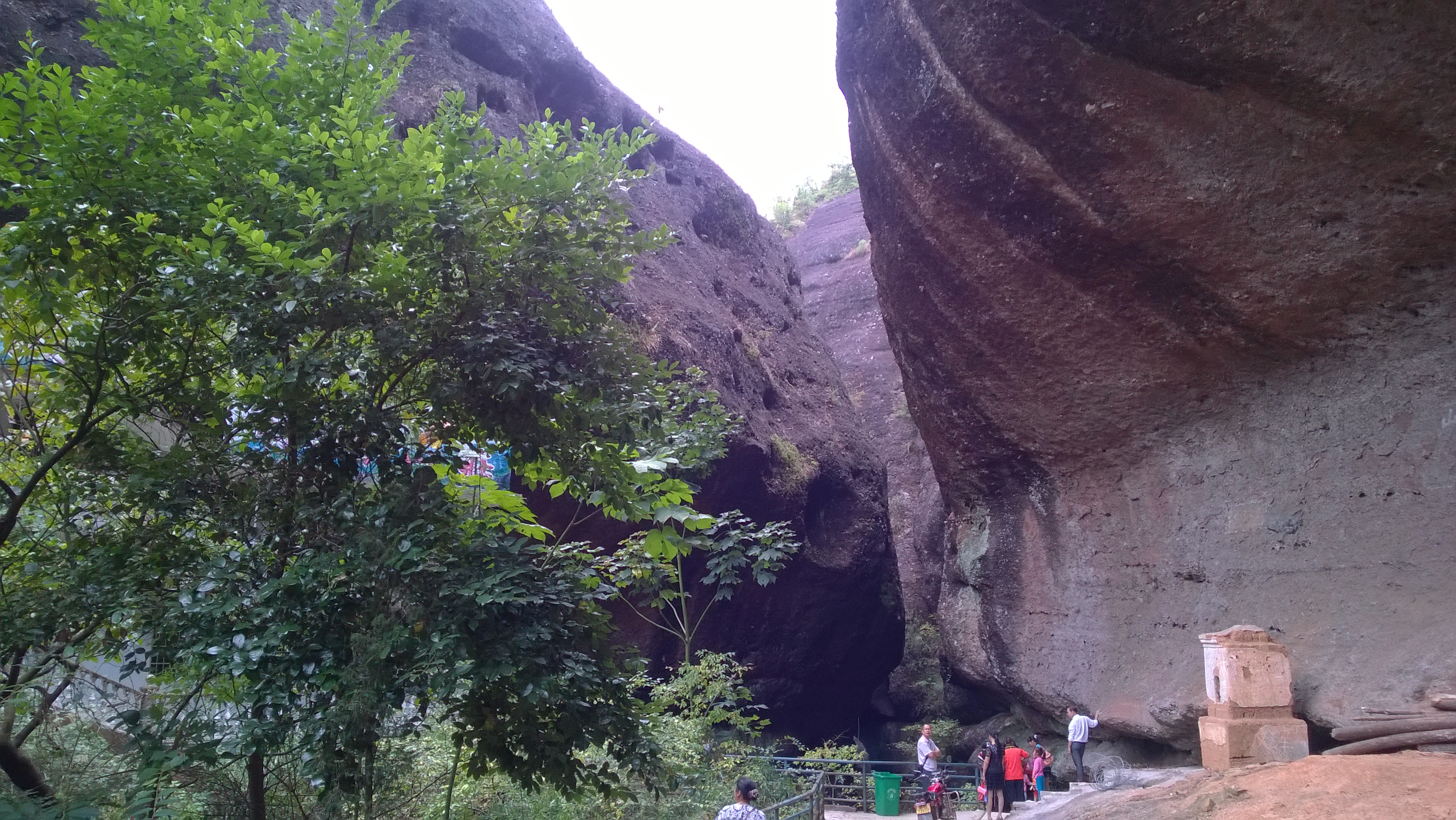
冰心洞洞口

## 特产
兴国灰鹅：中国地理标志产品。